# Bahnstrecke Waldighofen–Saint-Louis
| Streckennummer (SNCF): | 135 000              |                                                           |                                                           |
| Streckenlänge: | 22,57 km             |                                                           |                                                           |
| Spurweite: | 1435 mm (Normalspur) |                                                           |                                                           |
| Maximale Neigung: | 25 ‰                 |                                                           |                                                           |
| Minimaler Radius: | 300 m                |                                                           |                                                           |
| |                      |                                                           |                                                           |
| \| \| \| Bahnstrecke Altkirch–Ferrette von Altkirch \| \| \| \| 15,00,00 \| Waldighofen (Keilbahnhof) \| 352 m \| \| \| \| Bahnstrecke Altkirch–Ferrette nach Ferrette \| \| \| \| 1,17 \| Steinsoultz \| Steinsoultz \| \| \| 4,76 \| Muespach \| Muespach \| \| \| 6,86 \| Muespach-le-Haut – Folgensbourg \| Muespach-le-Haut – Folgensbourg \| \| \| 11,29 \| Michelbach-le-Haut – Attenschwiller \| Michelbach-le-Haut – Attenschwiller \| \| \| 14,12 \| Michelbach-le-Bas \| Michelbach-le-Bas \| \| \| 16,79 \| Stilllegungsgrenze \| Stilllegungsgrenze \| \| \| 17,10 \| Blotzheim \| Blotzheim \| \| \| \| Unterquerung Runway des Flughafens Basel-Mulhouse (150 m) \| \| \| \| \| Unterquerung Taxiway des Flughafens Basel-Mulhouse (67 m) \| \| \| \| \| Bahnstrecke Strasbourg–Basel von Strasbourg \| \| \| \| 19,90 \| Saint-Louis-la-Chaussée (ehem. Blotzheim-Neuweg) \| Saint-Louis-la-Chaussée (ehem. Blotzheim-Neuweg) \| \| \| 22,57135,21 \| Saint-Louis \| 258 m \| \| \| \| Bahnstrecke Strasbourg–Basel nach Basel SBB \| \| |                      |                                                           |                                                           |
| Strecke (außer Betrieb) |                      | Bahnstrecke Altkirch–Ferrette von Altkirch                | Bahnstrecke Altkirch–Ferrette von Altkirch                |
| Bahnhof (Strecke außer Betrieb) | 15,00,00             | Waldighofen (Keilbahnhof)                                 | 352 m                                                     |
| Abzweig geradeaus und nach rechts (Strecke außer Betrieb) |                      | Bahnstrecke Altkirch–Ferrette nach Ferrette               | Bahnstrecke Altkirch–Ferrette nach Ferrette               |
| Haltepunkt / Haltestelle (Strecke außer Betrieb) | 1,17                 | Steinsoultz                                               | Steinsoultz                                               |
| Bahnhof (Strecke außer Betrieb) | 4,76                 | Muespach                                                  | Muespach                                                  |
| Bahnhof (Strecke außer Betrieb) | 6,86                 | Muespach-le-Haut – Folgensbourg                           | Muespach-le-Haut – Folgensbourg                           |
| Bahnhof (Strecke außer Betrieb) | 11,29                | Michelbach-le-Haut – Attenschwiller                       | Michelbach-le-Haut – Attenschwiller                       |
| Bahnhof (Strecke außer Betrieb) | 14,12                | Michelbach-le-Bas                                         | Michelbach-le-Bas                                         |
| Grenze (Strecke außer Betrieb) | 16,79                | Stilllegungsgrenze                                        | Stilllegungsgrenze                                        |
| Bahnhof (Strecke außer Betrieb) | 17,10                | Blotzheim                                                 | Blotzheim                                                 |
| Tunnel (Strecke außer Betrieb) |                      | Unterquerung Runway des Flughafens Basel-Mulhouse (150 m) | Unterquerung Runway des Flughafens Basel-Mulhouse (150 m) |
| Tunnel (Strecke außer Betrieb) |                      | Unterquerung Taxiway des Flughafens Basel-Mulhouse (67 m) | Unterquerung Taxiway des Flughafens Basel-Mulhouse (67 m) |
| Abzweig ehemals geradeaus und von links |                      | Bahnstrecke Strasbourg–Basel von Strasbourg               | Bahnstrecke Strasbourg–Basel von Strasbourg               |
| Haltepunkt / Haltestelle | 19,90                | Saint-Louis-la-Chaussée (ehem. Blotzheim-Neuweg)          | Saint-Louis-la-Chaussée (ehem. Blotzheim-Neuweg)          |
| Bahnhof | 22,57135,21          | Saint-Louis                                               | 258 m                                                     |
| Strecke |                      | Bahnstrecke Strasbourg–Basel nach Basel SBB               | Bahnstrecke Strasbourg–Basel nach Basel SBB               |

Die Bahnstrecke Waldighofen–Saint-Louis war eine französische Eisenbahnstrecke von Waldighofen nach Saint-Louis. Sie wurde am 17. März 1915 eröffnet und ist heute vollständig stillgelegt.

## Streckenverlauf
Die Bahnstrecke verließ den Keilbahnhof Waldighofen in östlicher Richtung. Nach knapp 1,2 km wurde der Haltepunkt Steinsoultz erreicht. Von dort an führte die Bahnlinie weiter über die Bahnhöfe Muespach und Muespach-le-Haut – Folgensbourg nach Michelbach-le-Haut – Attenschwiller. Ab dort führte sie in nördlicher Richtung über Michelbach-le-Bas nach Blotzheim. Kurz nach Blotzheim, in erneuter östlicher Ausrichtung, unterquert der an dieser Stelle noch heute (Stand 2020) vorhandene Gleiskörper in Troglage die Start- und Landebahn 15/33 sowie den zugehörigen Taxiway des Flughafens Basel-Mulhouse und überquert dann die französische Autobahn A 35. Anschließend nach Süden abknickend stieß die Bahnstrecke vor dem Haltepunkt Blotzheim-Neuweg (heute Bahnhof Saint-Louis-la-Chaussée) auf die Bahnstrecke Strasbourg–Basel und verlief auf eigenem Gleis parallel zu dieser bis zum Endbahnhof Saint-Louis.

## Geschichte
Die ersten Planungen zum Bau einer Eisenbahnstrecke von Sankt Ludwig nach Waldighofen reichen ins Jahr 1895 zurück. Der Beschluss der Reichseisenbahnen in Elsaß-Lothringen zum Bau dieser Bahnstrecke fällt im Jahr 1908; die Bauarbeiten beginnen im Jahr 1912/13. Erste Züge verkehren schon ab 1914, durch den Ausbruch des Ersten Weltkrieges musste der spärliche Verkehr wieder eingestellt werden. Am 17. März 1915 wurde die Strecke für den Güterverkehr eröffnet. Nach dem Ersten Weltkrieg war die Strecke nicht befahrbar und musste instand gesetzt werden. Der Personenverkehr konnte am 1. März 1920 aufgenommen werden. Am 2. Mai 1922 übernahm die Alsace-Lorraine (AL) die Strecke.
Am 28. März 1955 verkehrte der letzte Personenzug auf der Strecke. Der Güterverkehr auf dem Abschnitt Waldighofen–Blotzheim endete am 13. Juni 1957, dieser Streckenteil wurde am 24. Mai 1960 stillgelegt. Auf dem Streckenabschnitt von Blotzheim nach Saint-Louis verkehrten bis zum 27. September 1992 Güterzüge.